# Dennis Rommedahl
Dennis Rommedahl (Copenhague, 22 de julho de 1978) é um ex-futebolista profissional dinamarquês, que atuava como meia.

## Carreira

### Lyngby
Rommedahl começou no Lyngby, em 1995, após duas boas temporadas foi vendido ao poderoso PSV Eindhoven

### PSV E RKC
Na temporada 1997-98 jogou por empréstimo pelo RKC Waalwijk, no qual foi muito bem. Depois voltou para o PSV, onde ficou até 2004.

### Charlton
Se transferiu para o Charlton Athletic por onde passou bons e maus momentos. Em 2007 foi dispensado depois de cair para a Segunda Divisão Inglesa.

### Ajax
Depois de fazer sucesso por três temporadas no Ajax Amsterdam, após a Copa do Mundo de 2010 transferiu-se para o clube grego Olympiakos.

## Seleção
Rommedahl integrou a Seleção Dinamarquesa de Futebol na Eurocopa de 2004 e 2012 e nas Copas de 2002 e 2010.

## Títulos
PSV
- Eredivisie: 4

1996–97 1999–2000, 2000–01, 2002–03
- Johan Cruijff Shield: 3

2000, 2001, 2003
Ajax
- KNVB Cup: 1

2010
- Johan Cruijff Shield: 1

2007
Olympiakos FC
- Superleague Greece: 1

2010–11